# Polyorycta
Polyorycta là một chi bướm đêm thuộc họ Erebidae.